# Ivösjön
Ivösjön is een meer in de Zweedse provincie Skåne län. Het meer heeft een oppervlakte van 54 km² hiermee is het meer het grootste meer van Skåne län. De gemiddelde diepte van het meer is 10,5 meter en de grootste diepte is 50 meter. Het meer ligt op een hoogte van 7 meter boven de zeespiegel. De dichtstbijzijnde grootste plaats in de buurt van het meer is Bromölla.
In het meer leven tussen de 25 en 30 vissoorten die door sportvissers kunnen worden gevangen.